# 郭諫臣
郭諫臣（1529年—？），字子忠，號鯤溟，直隸蘇州府長洲縣人，軍籍，明朝政治人物。

## 生平
嘉靖四十年（1561年）辛酉科順天鄉試第四十二名舉人，四十一年（1562年）壬戌科會試第三十七名，三甲第一百四十九名進士。授江西袁州府推官。
當時嚴嵩父子剛被革職，嚴世蕃應遣戍雷州府，卻滯留在家中不上路，與其黨羽羅龍文頻密往來，謀劃大事。郭諫臣察知情形後，向御史林潤告發。林潤迅速上奏，嚴世蕃因此罪被斬。
歷官吏部考功司主事、升員外郎。有宦官在宮中毆打御史，郭諫臣違抗上意直言，奏請將該宦官依律論罪，前後奏疏數十次。後轉任驗封司郎中，萬曆二年（1574年）正月出任江西布政使司左參政。累遷至鄖陽撫治，未赴任即卒。

## 家族
曾祖郭澄；祖父郭璇；父郭堂，母奚氏。具庆下。

## 著作
- 《鯤溟先生詩集》四卷、《奏疏》一卷